# 红星312号
红星312号客轮船难（红星312号客轮翻覆事故），发生于1983年3月1日，由广州清远县（今清远市）出发开往肇庆，行至佛山市三水县河口区（今三水区河口镇）时，在雷暴大风袭击与人为原因下与另一轮船碰撞而沉没，造成200多人死亡。早在1983年2月28日下午4时，柳州雷达站已预测到贵港附近的强回波，次日凌晨，跑线大风移到了广东三水县，也为佛山雷达站新发现，由于未设立专业气象台和联网服务，导致此次翻沉事故的发生。随后3月1日被定为珠江水系船舶防抗雷雨大风统一安全活动日。
1. ↑  落实六项措施 做一万防万一——记珠江船舶认真开展“3·1”水系防抗雷雨大风安全日活动[永久]